# Dramatriangel
Dramatriangeln är en modell över roller och interaktioner i personkonflikter. Den används som verktyg i psykoterapi, särskilt transaktionsanalys.

## Ursprung
Dramatriangeln skapades av Stephen Karpman, som studerade hos Eric Berne, transaktionsanalysens fader. Berne uppmuntrade Karpman att publicera sin Karpmantriangel, vilket skedde 1968. Via populär användning och Karpman med fleras arbete har triangeln anpassats för användning i strukturanalys (definiera konfliktrollerna anklagare, offer och räddare) och transaktionsanalys (kartlägga hur deltagare byter roller i konflikten).

## Teori
Karpman använde trianglar för att kartlägga konfliktfyllda eller dramatiska interaktioner i relationer.  Dramatriangeln är en modell över hur personligt ansvar och makt relaterar till varandra i konflikter, samt de destruktiva och föränderliga roller personerna spelar. Han definierade tre roller i konflikten: Offer, Anklagare och Räddare. Dessa tre roller placerade han på en inverterad triangel (Anklagare och Räddare i de övre hörnen och Offer i nedre hörnet) och refererade till som tre aspekter av dramat. Karpman var intresserad av skådespeleri och medlem i Screen Actors Guild och valde därmed termen "dramatriangel" snarare än "konflikttriangel" eftersom Offret i hans modell inte är tänkt att representera ett verkligt offer, utan snarare någon som känner sig som eller spelar ett offer. 
- Offret: Offrets hållning är "Stackars mig!" Offret känner sig utsatt, förtryckt, hjälplös, hopplös, maktlös, skamsen och verkar oförmögen att fatta beslut, lösa problem, känna livsglädje eller nå insikt. Om Offret inte är anklagat kommer det leta efter en Anklagare samt en Räddare som inte bara kommer agera hjälte utan även hålla kvar Offrets negativa känslor.
- Anklagaren: Anklagaren hävdar att "Allt är ditt fel." Anklagaren är kontrollerande, förebrående, kritisk, förtryckande, arg, auktoritär, rigid och överlägsen.
- Räddaren:  Räddarens replik är "Låt mig hjälpa dig." Räddaren känner sig skyldig om den inte kommer till undsättning. Räddningen har negativa effekter: det gör Offret beroende av Räddaren och ger tillåtelse till Offret att misslyckas.

I början uppstår en dramatriangel när en person tar på sig rollen som offer eller anklagare (till exempel genom onyanserade generaliseringar). Denna person känner sedan behovet att värva andra spelare i konflikten. Ofta händer det att en räddare uppmuntras att gå in i situationen. Dessa värvade spelare tar på sig roller som inte är statiska och därför kan olika scenarion utspela sig. Till exempel kan offret vända sig emot räddare, och räddare byter då roll till anklagare.
Exempel på byte av roller:
- Du ser alltid till [Anklagare] så att jag får betala i slutändan [Offer].
- Varför lyssnar du aldrig [Anklagare] på mina råd? Jag försöker bara hjälpa dig [Räddare]. Ingen lyssnar på mig [Offer].

Deltagarnas motivationer och skälen för att situationen består är att varje person får sina outtalade (och ofta omedvetna) psykologiska önskningar och behov tillfredsställda på ett sätt de känner är motiverat, utan att behöva erkänna den större destruktiva dynamiken eller skadan som gjorts i situationen som helhet. Varje deltagare handlar enligt sina egna själviska behov, snarare än att agera på ett genuint ansvarsfullt, altruistiskt eller medkännande sätt. [källa behövs]
Motivationen för räddaren är den minst uppenbara av de tre. Räddaren har blandade eller dolda motiv och gynnas själv av att vara "den som räddar". En räddare har ett ytligt skäl att lösa problemet och verkar lägga mycket energi på det. Räddaren har dock ett dolt skäl att inte lyckas, eller lyckas på ett sätt den tjänar på. Ett skäl är att fokuset försvinner från räddarens person. När de lägger sin uppmärksamhet på någon annan så blir det möjligt att ignorera sin egen ångest och sina egna problem. Undvikandet maskeras som omsorg och oro för Offrets behov. Räddaren kan även få ökad självkänsla eller njuta av att någon är beroende av dem och litar på dem. De kan verka vilja hjälpa offret men på ett djupare plan spela med det för att fortsätta få belöningar.[källa behövs]. I några fall kan relationen mellan offret och räddaren vara medberoende. Räddaren håller offret beroende av dem genom att uppmuntra offerskapet. Offret får sitt behov uppfyllt genom att låta räddaren ta hand om dem, särskilt om de gjort sig hjälplösa.
I allmänhet brukar deltagarna ha en primär eller vanemässig roll (offer, räddare, anklagare) när de går in i dramatriangeln, vilket de lärt sig i sina ursprungsfamiljer. Även om deltagarna har en roll som de mest identifierar sig med så kan de gå igenom alla rollerna när de väl befinner sig i triangeln.

## Terapeutiska modeller
Boken The Power of TED, först publicerad 2009, rekommenderar att offret tar den alternativa rollen som skapare, ser anklagaren som utmanare, och värvar en rådgivare istället för en räddare.
- Skapare – offret uppmuntras att vara resultatfokuserad till skillnad från problemfokuserad och ta ansvar för att välja sina svar på livets utmaningar. De bör fokusera på att minska skillnaden på nuvarande situation och det tänkta målet/resultatet genom att ta små steg på vägen dit.
- Utmanaren – offret uppmanas att se anklagaren som en person (eller situation) som tvingar skaparen att förtydliga sina behov och fokusera på att lära sig och växa.
- Rådgivare – räddaren bör uppmuntras att ställa frågor med syftet att hjälpa skaparen att göra informerade val. Huvudskillnaden mellan en räddare och en rådgivare är att rådgivaren ser skaparen som kapabel att göra val och lösa sina egna problem (med hjälp). En rådgivare ställer frågor som möjliggör för skaparen att se möjligheter till positiva handlingar, och fokusera på vad den vill ha istället för vad den inte vill ha.[1]